# Грантсборо (Северна Каролина)
Грантсборо (енгл. Grantsboro) град је у америчкој савезној држави Северна Каролина.

## Демографија
По попису из 2010. године број становника је 688.
| Група             | 2000.    | 2010.       |
| Белци             | 0 (0,0%) | 565 (82,1%) |
| Афроамериканци    | 0 (0,0%) | 70 (10,2%)  |
| Азијати           | 0 (0,0%) | 4 (0,6%)    |
| Хиспаноамериканци | 0 (0,0%) | 39 (5,7%)   |
| Укупно            | 0        | 688         |